# آلفرد (تگزاس)
آلفرد (به انگلیسی: Alfred) یک منطقهٔ مسکونی در ایالات متحده آمریکا است که در تگزاس واقع شده‌است. آلفرد ۹۱ نفر جمعیت دارد و ۴۹٫۹۹ متر بالاتر از سطح دریا واقع شده‌است.